# Nishada chilomorpha
Nishada chilomorpha är en fjärilsart som beskrevs av Pieter Cornelius Tobias Snellen 1877. Nishada chilomorpha ingår i släktet Nishada och familjen björnspinnare. Inga underarter finns listade i Catalogue of Life.